# Chimiotropisme
Le chimiotropisme est un déplacement d'un organe ou d'une cellule, orienté par un gradient de concentration chimique. En clair l'organe va être attiré (chimiotropisme positif) ou repoussé (chimiotropisme négatif), par une molécule. Il peut s'agir :
- du chimiotropisme du tube pollinique en croissance vers l'ovule. Dans ce cas, il a été identifié deux peptides responsables d'un tel tropisme chez le lys : le SCA et la chémocyanine[1].